# Caistor
Caistor è un paese di 2 601 abitanti della contea del Lincolnshire, in Inghilterra.